# Marlene Fichtner
Pour les articles homonymes, voir Fichtner.
Marlene Fichtner, née le 16 mars 2003, est une biathlète allemande.

## Biographie
Marlene Fichtner fait ses débuts internationaux en 2022 lors des mondiaux jeunes à Soldier Hollow, où elle obtient notamment une médaille d'argent avec le relais allemand. Elle participe ensuite à l'IBU Cup Junior 2022-2023 et, même si elle ne remporte aucune victoire et monte rarement sur le podium, termine troisième du classement général. L'hiver suivant, elle effectue une partie de la saison en junior et l'autre chez les séniors, en IBU Cup. Elle signe ses meilleures performances lors des épreuves collectives. Elle est ainsi double championne du monde junior du relais : en 2023 à Chtchoutchinsk, avec Selina Kastl, Johanna Puff et Selina Grotian, et en 2024 à Otepää, avec Alina Nussbicker, Julia Kink et Julia Tannheimer. Le titre de 2024 est obtenu alors qu'elle a la responsabilité de terminer la course. C'est dans cette position de dernière relayeuse qu'elle gagne aussi la médaille d'argent avec le relais mixte allemand lors de ces mondiaux juniors 2024.
Au début de la saison IBU Cup 2024-2025, en décembre 2024 à Geilo, elle se classe deuxième du sprint puis remporte la poursuite,, signant ainsi sa première victoire internationale individuelle. Grâce à ces bons résultats, elle est appelée pour faire ses débuts en Coupe du monde la semaine suivante à Hochfilzen .
Lors des Championnats d'Europe de biathlon 2025 à Martell-Val Martello, elle décroche la médaille d'argent sur l'individuel.

## Palmarès

### Coupe du monde
- Meilleur résultat individuel : 46e sur le sprint d'Hochfilzen en 2024

 Dernière mise à jour le 14 décembre 2024 

#### Résultats détaillés en Coupe du monde
| 2024-2025 |    |    |    |        |        |    |    |    |    |    |    |    |    |    | .  | .  | .  | .  |    |    |    |    |    |    |    |  |
| 2024-2025 | SI | SP | MS | SP 46e | PU 50e | SP | PU | MS | SP | PU | IN | MS | SP | PU | SP | PU | IN | MS | SP | PU | IN | MS | SP | PU | MS |  |

### Championnats d'Europe
| Édition / Épreuve         | Individuel                | Sprint | Poursuite | Relais mixte                     | Relais mixte simple              | Relais                           |
| ------------------------- | ------------------------- | ------ | --------- | -------------------------------- | -------------------------------- | -------------------------------- |
| Brezno-Osrblie 2024       | 20e                       | 11e    | 5e        | —                                | 7e                               | Épreuve inexistante à cette date |
| Martell-Val Martello 2025 | Médaille d'argent, Europe |        |           | Épreuve inexistante à cette date | Épreuve inexistante à cette date |                                  |

### IBU Cup
- 3 podiums individuels, dont une victoire.

 Dernière mise à jour le 29 janvier 2025 

#### Podiums individuels en IBU Cup
| Podiums individuels en IBU Cup | Podiums individuels en IBU Cup | Podiums individuels en IBU Cup | Podiums individuels en IBU Cup | Podiums individuels en IBU Cup | Podiums individuels en IBU Cup |
| n°                             | Saison                         | Date                           | Lieu                           | Épreuve                        | Résultat                       |
| ------------------------------ | ------------------------------ | ------------------------------ | ------------------------------ | ------------------------------ | ------------------------------ |
| 1                              | 2023-2024                      | 06-12-2024                     | Geilo                          | Sprint 7,5 km                  | Médaille d'argent              |
| 2                              | 2023-2024                      | 07-12-2024                     | Geilo                          | Poursuite 10 km                | Médaille d'or                  |
| 3                              | 2024-2025                      | 29-01-2025                     | Martell-Val Martello           | Individuel 15 km (Ch. Europe)  | Médaille d'argent              |

### Championnats du monde juniors et jeunes
| Mondiaux / Épreuve            | Individuel | Sprint | Poursuite                        | Mass Start 60                    | Relais                            | Relais mixte                      |
| 2022 (Jeunes) Soldier Hollow  | 8e         | 28e    | 17e                              | Épreuve inexistante à cette date | Médaille d'argent, Coupe du Monde | Épreuve inexistante à cette date  |
| 2023 (Juniors) Chtchoutchinsk | 23e        | 19e    | 11e                              | Épreuve inexistante à cette date | Médaille d'or, Coupe du Monde     | —                                 |
| 2024 (Juniors) Otepää         | 23e        | 7e     | Épreuve inexistante à cette date | 14e                              | Médaille d'or, Coupe du Monde     | Médaille d'argent, Coupe du Monde |

Légende :
- : première place, médaille d'or
- : deuxième place, médaille d'argent
- — : non disputée par Marlene Fichtner
- : épreuve absente du programme